# Natación en los Juegos Olímpicos de Londres 2012 – 200 metros combinado individual femenino
El evento de 200 metros combinado individual femenino de natación olímpica en los Juegos Olímpicos de Londres 2012 tuvo lugar entre el 30 al 31 de julio en el  Centro Acuático de Londres.

## Récords
RM=Récord mundial
RO=Récord olímpico

## Resultados

### Heats
| Rank | Heat | Línea | Nombre                  | Nacionalidad                  | Tiempo  | Notas |
| ---- | ---- | ----- | ----------------------- | ----------------------------- | ------- | ----- |
| 1    | 5    | 4     | Ye Shiwen               | República Popular China (CHN) | 2:08:90 | Q     |
| 2    | 5    | 6     | Kirsty Coventry         | Zimbabue (ZIM)                | 2:10:51 | Q     |
| 3    | 4    | 5     | Caitlin Leverenz        | Estados Unidos (USA)          | 2:10:63 | Q     |
| 4    | 4    | 3     | Katinka Hosszú          | Hungría (HUN)                 | 2:10:68 | Q     |
| 5    | 4    | 4     | Alicia Coutts           | Australia (AUS)               | 2:10:74 | Q     |
| 6    | 3    | 5     | Mireia Belmonte Garcia  | España (ESP)                  | 2:11:73 | Q     |
| 7    | 3    | 4     | Ariana Kukors           | Estados Unidos (USA)          | 2:11:94 | Q     |
| 8    | 3    | 6     | Evelyn Verrasztó        | Hungría (HUN)                 | 2:12:17 | Q     |
| 9    | 5    | 5     | Stephanie Rice          | Australia (AUS)               | 2:12:23 | Q     |
| 10   | 5    | 3     | Hannah Miley            | Reino Unido (GBR)             | 2:12:27 | Q     |
| 11   | 3    | 2     | Theresa Michalak        | Alemania (GER)                | 2:12:75 | Q     |
| 12   | 3    | 1     | Amit Ivry               | Israel (ISR)                  | 2:13:29 | Q     |
| 13   | 3    | 7     | Li Jiaxing              | República Popular China (CHN) | 2:13:43 | Q     |
| 14   | 5    | 2     | Izumi Kato              | Japón (JPN)                   | 2:13:85 | Q     |
| 15   | 4    | 2     | Beatriz Gomez Cortes    | España (ESP)                  | 2:13:93 | Q     |
| 16   | 3    | 8     | Joanna Melo             | Brasil (BRA)                  | 2:14:26 | Q     |
| 17   | 3    | 3     | Erica Morningstar       | Canadá (CAN)                  | 2:14:32 |       |
| 18   | 2    | 5     | Ganna Dzerkal           | Ucrania (UKR)                 | 2:14:55 |       |
| 19   | 2    | 4     | Lisa Zaiser             | Austria (AUT)                 | 2:14:56 |       |
| 20   | 5    | 7     | Stina Gardell           | Suecia (SWE)                  | 2:14:70 |       |
| 21   | 4    | 6     | Sophie Allen            | Reino Unido (GBR)             | 2:14:72 |       |
| 22   | 2    | 7     | Sycerika McMahon        | Irlanda (IRL)                 | 2:14:76 |       |
| 23   | 4    | 7     | Choi Hye-Ra             | Corea del Sur (KOR)           | 2:14:91 |       |
| 24   | 4    | 1     | Katheryn Meaklim        | Sudáfrica (RSA)               | 2:15:25 |       |
| 25   | 2    | 3     | Ranohon Amanova         | Uzbekistán (UZB)              | 2:15:37 |       |
| 26   | 5    | 1     | Natalie Wiegersma       | Nueva Zelanda (NZL)           | 2:16:24 |       |
| 27   | 2    | 2     | Erica Dittmer           | México (MEX)                  | 2:16:54 |       |
| =28  | 2    | 6     | Eyglo Osk Gustafsdottir | Islandia (ISL)                | 2:16:81 |       |
| =28  | 1    | 4     | Katarina Listopadova    | Eslovaquia (SVK)              | 2:16:81 |       |
| 30   | 2    | 1     | Kim Daniela Pavlin      | Croacia (CRO)                 | 2:17:17 |       |
| 31   | 1    | 3     | Cheng Wan-Jung          | China Taipéi (TPE)            | 2:17:39 |       |
| 32   | 4    | 8     | Barbora Závadová        | República Checa (CZE)         | 2:17:54 |       |
| 33   | 1    | 5     | Emilia Pikkarainen      | Finlandia (FIN)               | 2:17:66 |       |
| 34   | 5    | 8     | Ekaterina Andreeva      | Rusia (RUS)                   | 2:17:84 |       |

### Semifinales

#### Semifinal 1
| Rank | Línea | Nombre                 | Nacionalidad      | Tiempo  | Notas |
| ---- | ----- | ---------------------- | ----------------- | ------- | ----- |
| 1    | 5     | Katinka Hosszú         | Hungría (HUN)     | 2:10:74 | Q     |
| 2    | 2     | Hannah Miley           | Reino Unido (GBR) | 2:10:89 | Q     |
| 3    | 4     | Kirsty Coventry        | Zimbabue (ZIM)    | 2:10:93 | Q     |
| 4    | 6     | Evelyn Verrasztó       | Hungría (HUN)     | 2:11:53 |       |
| 5    | 3     | Mireia Belmonte Garcia | España (ESP)      | 2:11:54 |       |
| 6    | 7     | Amit Ivry              | Israel (ISR)      | 2:13:31 |       |
| 7    | 1     | Izumi Kato             | Japón (JPN)       | 2:14:47 |       |
| 8    | 8     | Joanna Melo            | Brasil (BRA)      | 2:14:74 |       |

#### Semifinal 2
| Rank | Línea | Nombre               | Nacionalidad                  | Tiempo  | Notas |
| ---- | ----- | -------------------- | ----------------------------- | ------- | ----- |
| 1    | 4     | Ye Shiwen            | República Popular China (CHN) | 2:08:39 | Q, RO |
| 2    | 3     | Alicia Coutts        | Australia (AUS)               | 2:09:83 | Q     |
| 3    | 5     | Caitlin Leverenz     | Estados Unidos (USA)          | 2:10:06 | Q     |
| 4    | 6     | Ariana Kukors        | Estados Unidos (USA)          | 2:10:08 | Q     |
| 5    | 2     | Stephanie Rice       | Australia (AUS)               | 2:10:80 | Q     |
| 6    | 1     | Li Jiaxing           | República Popular China (CHN) | 2:12:69 |       |
| 7    | 7     | Theresa Michalak     | Alemania (GER)                | 2:13:24 |       |
| 8    | 8     | Beatriz Gomez Cortes | España (ESP)                  | 2:15:12 |       |

### Final
| Rank | Línea | Nombre           | Nacionalidad                  | Tiempo  | Notas  |
| ---- | ----- | ---------------- | ----------------------------- | ------- | ------ |
|      | 5     | Ye Shiwen        | República Popular China (CHN) | 2:07.57 | RO, RA |
|      | 6     | Alicia Coutts    | Australia (AUS)               | 2:08.15 |        |
|      | 4     | Caitlin Leverenz | Estados Unidos (USA)          | 2:08.95 |        |
| 4    | 7     | Stephanie Rice   | Australia (AUS)               | 2:09.55 |        |
| 5    | 2     | Ariana Kukors    | Estados Unidos (USA)          | 2:09.83 |        |
| 6    | 8     | Kirsty Coventry  | Zimbabue (ZIM)                | 2:11.13 |        |
| 7    | 1     | Hannah Miley     | Reino Unido (GBR)             | 2:11.29 |        |
| 8    | 3     | Katinka Hosszú   | Hungría (HUN)                 | 2:14.19 |        |